# Kravaře v Čechách
Kravaře (deutsch Graber) ist eine Gemeinde des Okres Česká Lípa in der Region Liberec in Tschechien.

## Geographische Lage

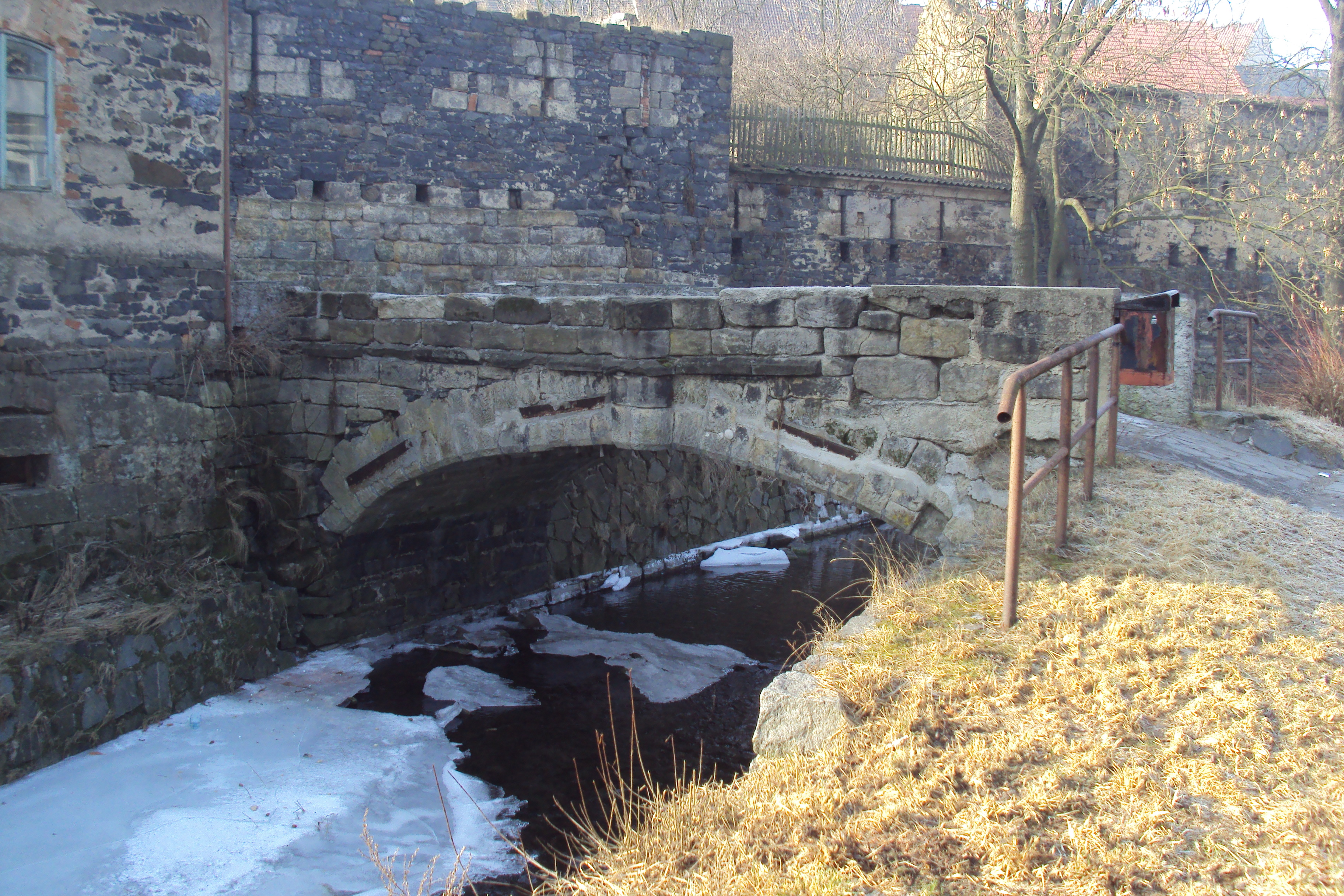
Bieberbach (Aufnahme 2011)

Die Stadt liegt im nördlichen Böhmen im Böhmischen Mittelgebirge im Tal des Baches Bobří potok (Bieberbach), westlich von Stvolínky (Drum). Etwa einen Kilometer nordwestlich der Stadt befindet sich der Keffelberg, ein Ausläufer des Rückens des Mittelgebirges, der sich vom Zinkenstein (Buková hora) aus in östlicher Richtung erstreckt.

## Geschichte

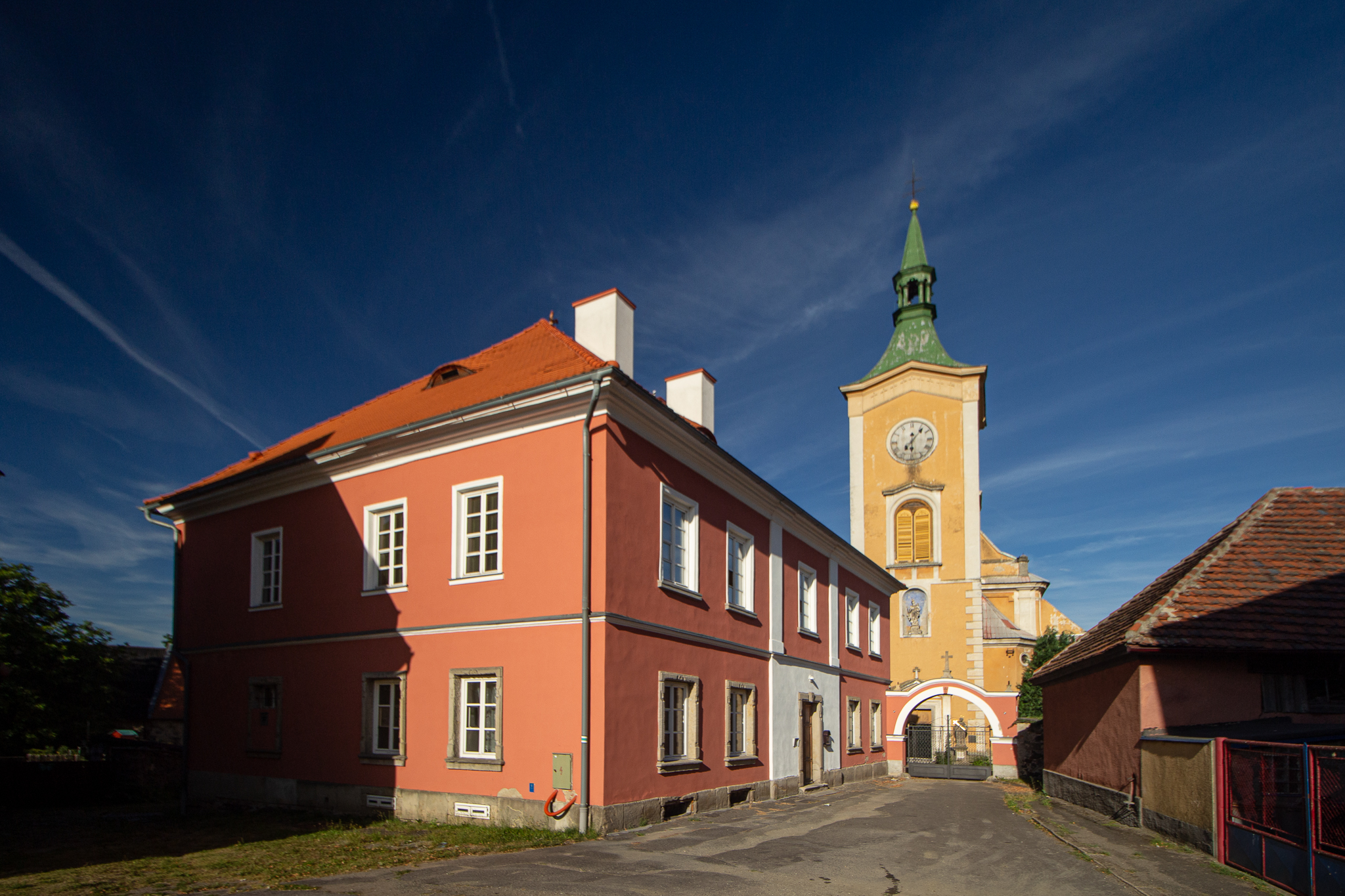
Marktplatz und Pfarrkirche Mariä Geburt

Der sehr alte Ort brannte am 6. März 1646 ganz und nach dem Wiederaufbau später noch einmal teilweise ab, wodurch die meisten Urkunden verloren gingen. Die Pfarrkirche zu Mariä Geburt, die bereits 1384 ihren eigenen Seelsorger hatte, wurde bei dem Brand von 1646 vollständig zerstört, jedoch bald darauf wiederhergestellt. Ältere Formen des Ortsnamens sind Grabern, Kraber, Grabow, Krawar und Radaussow.
Nach dem Ersten Weltkrieg wurde die Stadt Graber, die eine überwiegend deutschböhmische Bevölkerung hatte, der neu geschaffenen Tschechoslowakei zugeschlagen. Als Folge des Münchner Abkommens gehörte Graber von 1938 bis 1945 zum Landkreis Leitmeritz, Regierungsbezirk Aussig, im Reichsgau Sudetenland des Deutschen Reichs.
Nach Ende des Zweiten Weltkriegs wurde fast die gesamte deutschböhmische Bevölkerung aus Graber vertrieben.

### Demographie
| Jahr | Einwohner | Anmerkungen    |
| ---- | --------- | -------------- |
| 1830 | 965       | in 175 Häusern |
| 1930 | 932       | [ 5 ]          |
| 1939 | 861       | [ 5 ]          |

## Gemeindegliederung
Die Gemeinde Kravaře besteht aus den Ortsteilen Janovice (Johnsdorf), Kravaře (Graber), Rané (Morgendorf), Sezímky (Zossnitz), Veliká (Grossendorf) und Víska (Dörfel). Grundsiedlungseinheiten sind Janovice, Kravaře, Rané und Sezímky.
Das Gemeindegebiet gliedert sich in die Katastralbezirke Janovice u Kravař, Kravaře v Čechách und Rané.

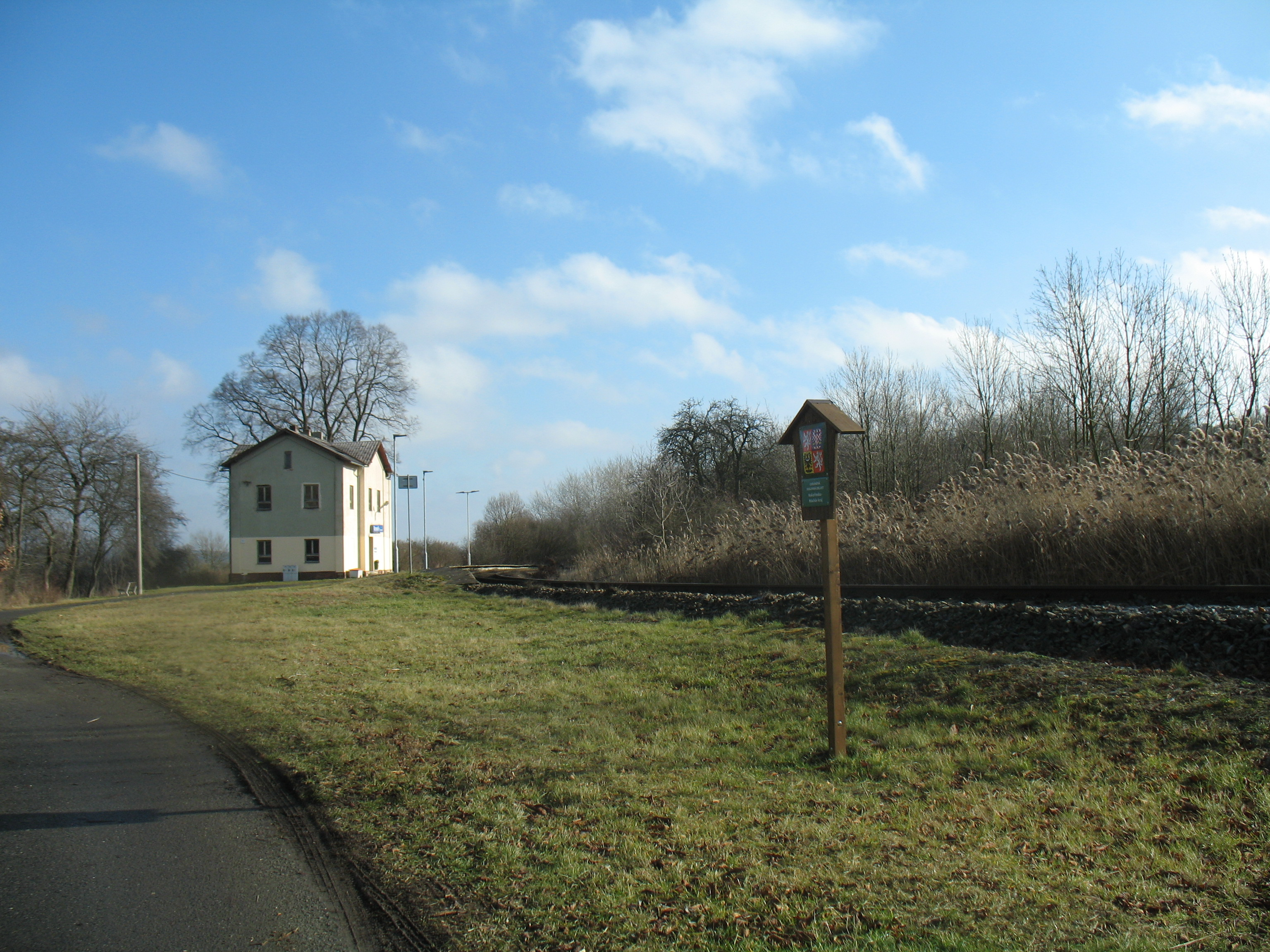
Bahnhof
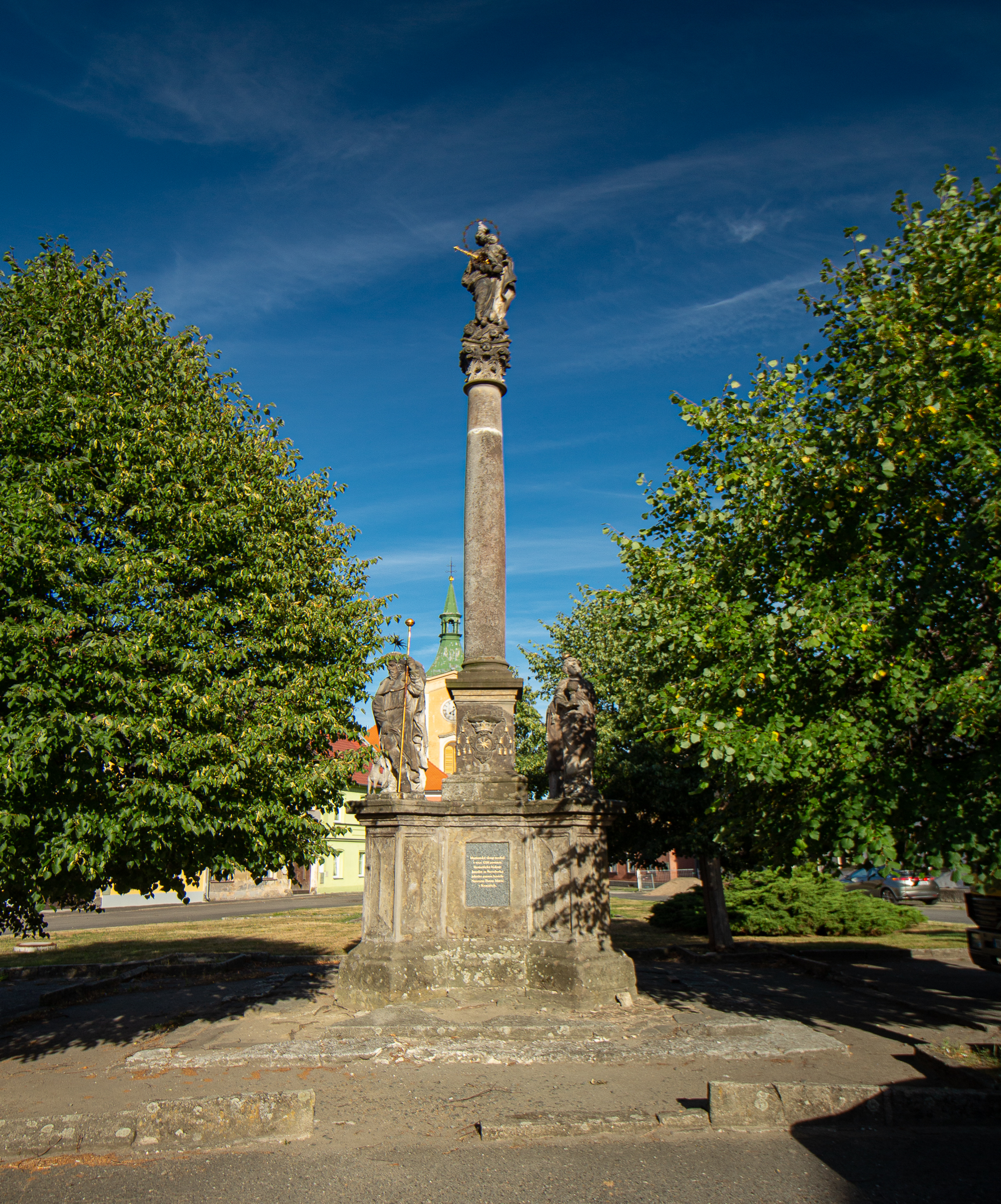
Mariensäule von 1708 auf dem Marktplatz
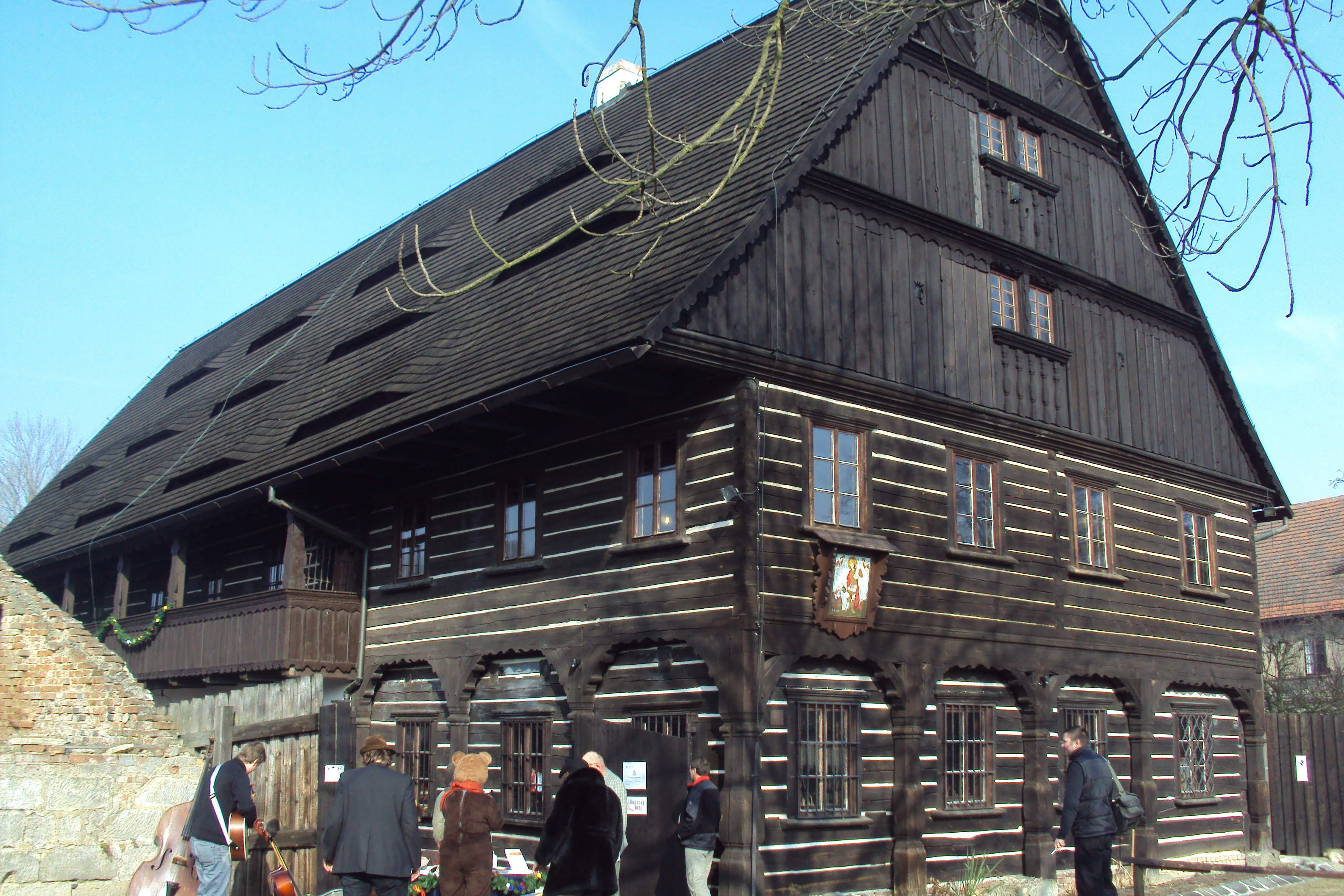
Ehemaliges Gemeindehaus, Museum für Dorfkunst
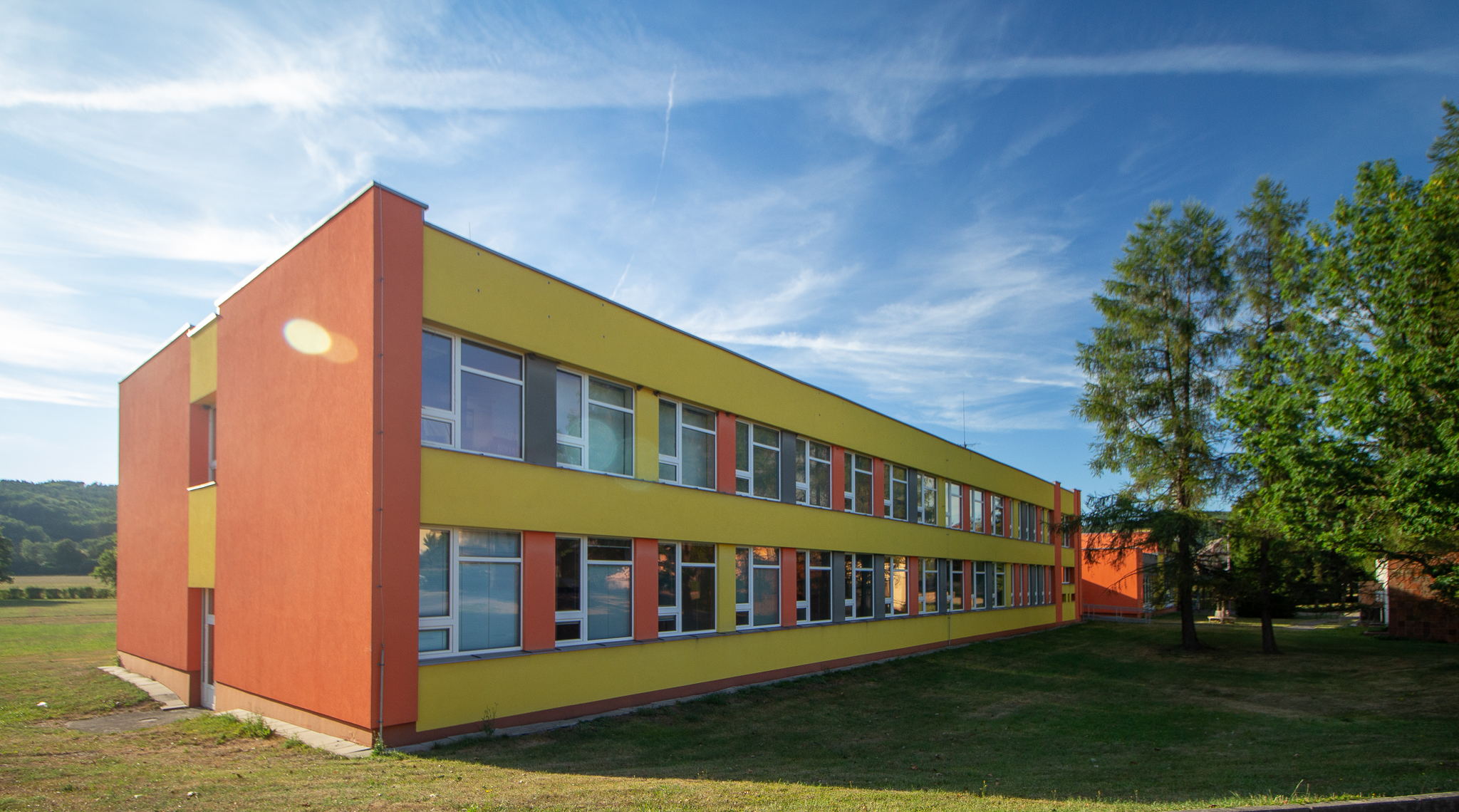
Schulgebäude
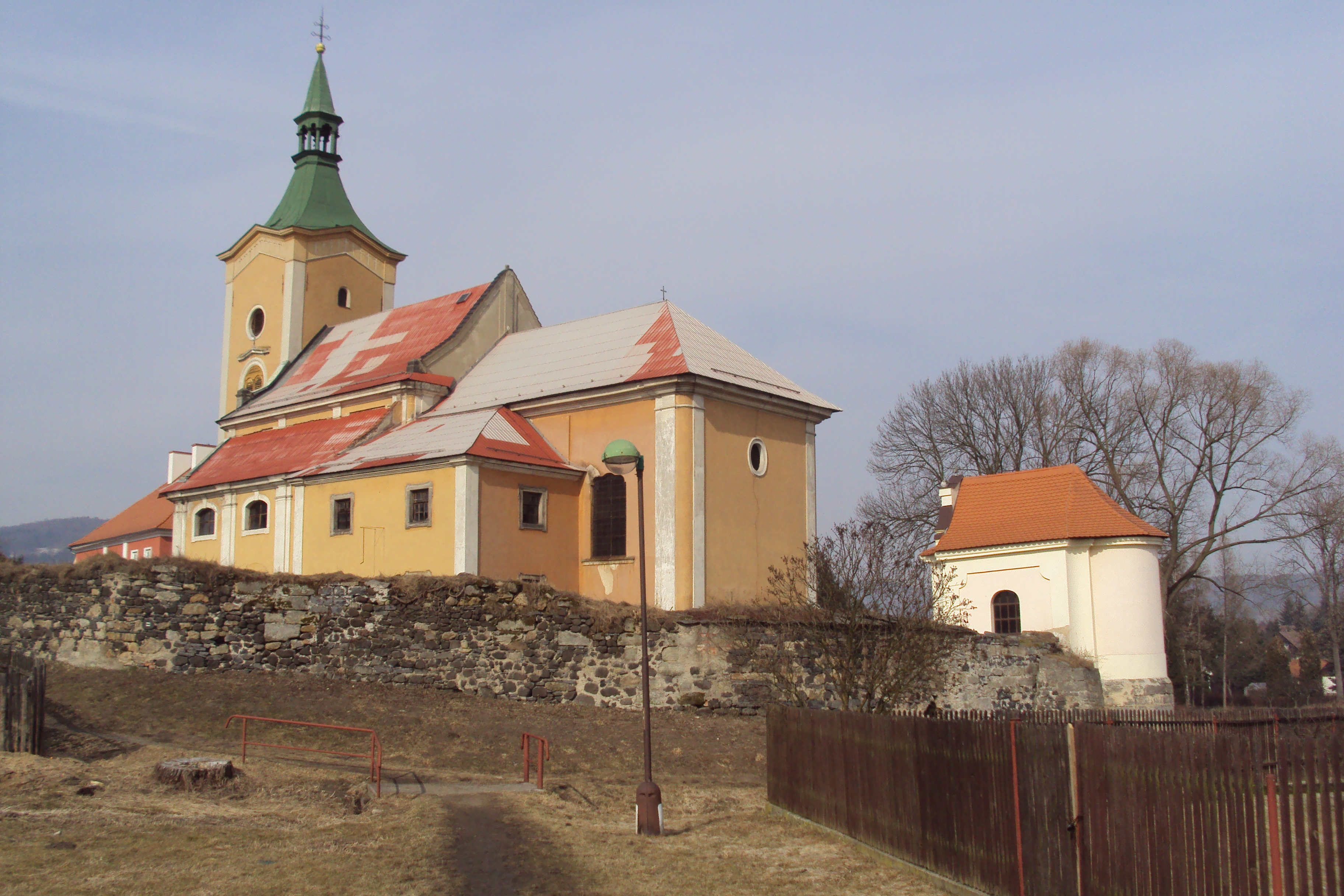
Pfarrkirche zu Mariä Geburt

## Sehenswürdigkeiten
- Die Gemeinde besitzt ein mächtiges gezimmertes ehemaliges Gemeindehaus im Ortsteil Víska. Darinnen ist eine Ausstellung von Dorfkunst als Zweigstelle des Kreis-Hauptmuseums von Česká Lípa, welches selbständig oder mit Führung besucht werden kann.
- Im Ort sind gemauerte Reihenhäuser, überwiegend im Empire – Stil errichtet, vorhanden, die nach dem Stadtbrand von 1860 errichtet wurden.
- Der Ort besitzt eine Kirche der geborenen Jungfrau Maria des Frühbarock aus dem Jahr 1650. Sie wurde von 1744 bis 1749 umgebaut, der obere Teil des Turmes stammt aus der Zeit von 1868.
- Im Ort steht eine barocke Säule aus dem Jahr 1708.

## Söhne und Töchter der Stadt
- Joseph May († 1820), Pädagoge, 1792–1819 Direktor des Taubstummen-Instituts in Wien und Verfasser eines Lehrbuchs für Taubstumme
- Kurt Krolop (* 25. Mai 1930 in Kravaře v Čechách (Graber); † 22. März 2016 in Prag) war ein deutscher Germanist und Literaturhistoriker, der lange in Prag lehrte